# 린다 크리스털
린다 크리스털(영어: Linda Cristal, 1934년 3월 23일 ~ 2020년 6월 27일)은 아르헨티나의 배우이다. 1950년대 서부 영화물에 다수 출연하면서 이름을 알렸다. 1958년 영화 《퍼펙트 퍼로》를 통해 골든 글로브상 신인여우상을 공동수상 했으며, 1969년 골든 글로브상 시상식에서는 텔레비전 드라마 시리즈 여우주연상을 최초로 수상하였다.

## 출연 작품
- 마제스틱 (1974)
- 캐넌 목장 (1967)
- 투 로드 투게더 (1961)
- 알라모 (1960)
- 퍼펙트 퍼로 (1959)
- 클레오파트라의 군단 (1959)